# Serra de l'Alzina Alta
La Serra de l'Alzina Alta és una serra situada entre els municipis dels Torms i de Juncosa a la comarca de les Garrigues, amb una elevació màxima de 564 metres.